# James Kwambai
James Kipsang Kwambai (né le 28 février 1983 dans le District de Keiyo) est un athlète kényan spécialiste des courses de fond, et notamment du marathon. 

## Carrière
En 2002, James Kwambai remporte le Semi-marathon de Marseille-Cassis dans le temps de  59 s 01, améliorant le précédent record de la compétition de près d'une minute. En 2006, il enlève ses deux premières victoires sur marathon, à Brescia et à Pékin. Il se classe deuxième du Marathon de Berlin 2008 en améliorant son record personnel sur la distance en 2 h 05 min 36. Il est devancé lors de cette course par l'Éthiopien Haile Gebrselassie qui établit le nouveau record du monde du marathon (en 2 h 03 min 59 s). 
En 2009, Kwambai termine deuxième du Marathon de Rotterdam derrière son compatriote Duncan Kibet. Il améliore son record personnel en 2 h 04 min 27 s, signant la quatrième meilleure performance de tous les temps.

## Palmarès
- 2006 : Marathon de Brescia - 1er
- 2006 : Marathon de Pékin - 1er
- 2007 : Marathon de Boston - 2e
- 2007 : Marathon de New York - 5e
- 2008 : Marathon de Boston - 8e
- 2008 : Marathon de Berlin - 2e
- 2008 : Corrida de la Saint-Sylvestre (São Paulo) - 1er
- 2009 : Marathon de Rotterdam - 2e
- 2009 : Corrida de la Saint-Sylvestre (São Paulo)- 1er
- 2010 : Marathon de New York - 5e